# Cirina similis
Cirina similis är en fjärilsart som beskrevs av William Lucas Distant 1897. Cirina similis ingår i släktet Cirina och familjen påfågelsspinnare. Inga underarter finns listade i Catalogue of Life.